# 食用キノコ

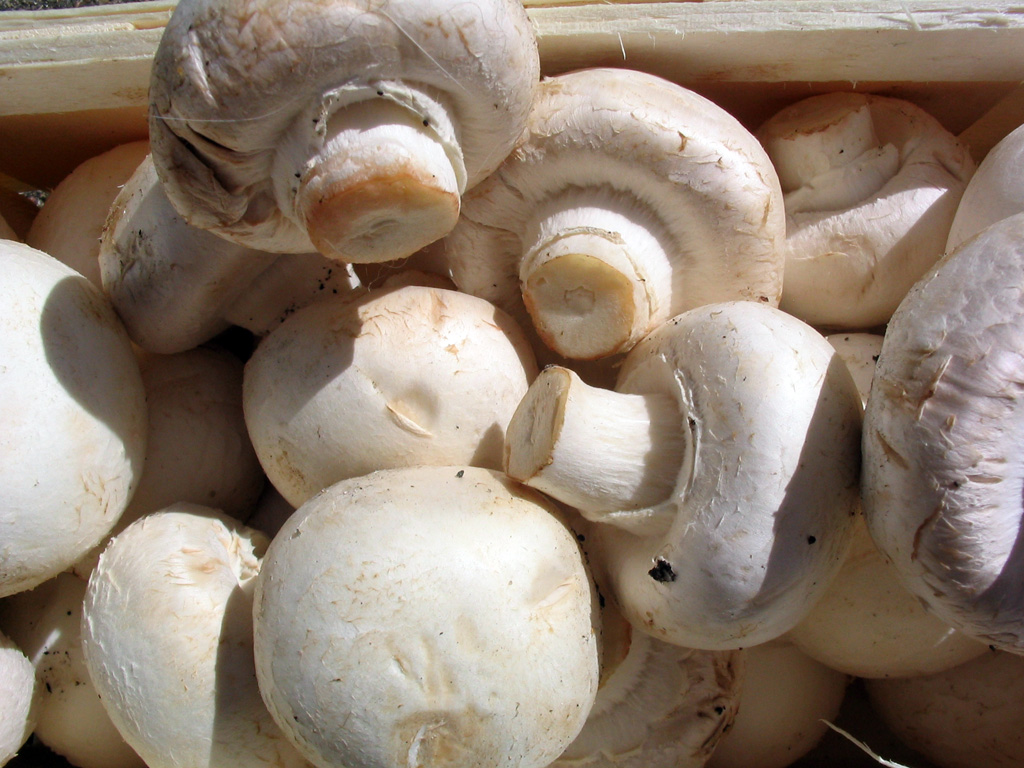
調理前のマッシュルーム。この他にも多くの種類のキノコが栽培され、食べられている。

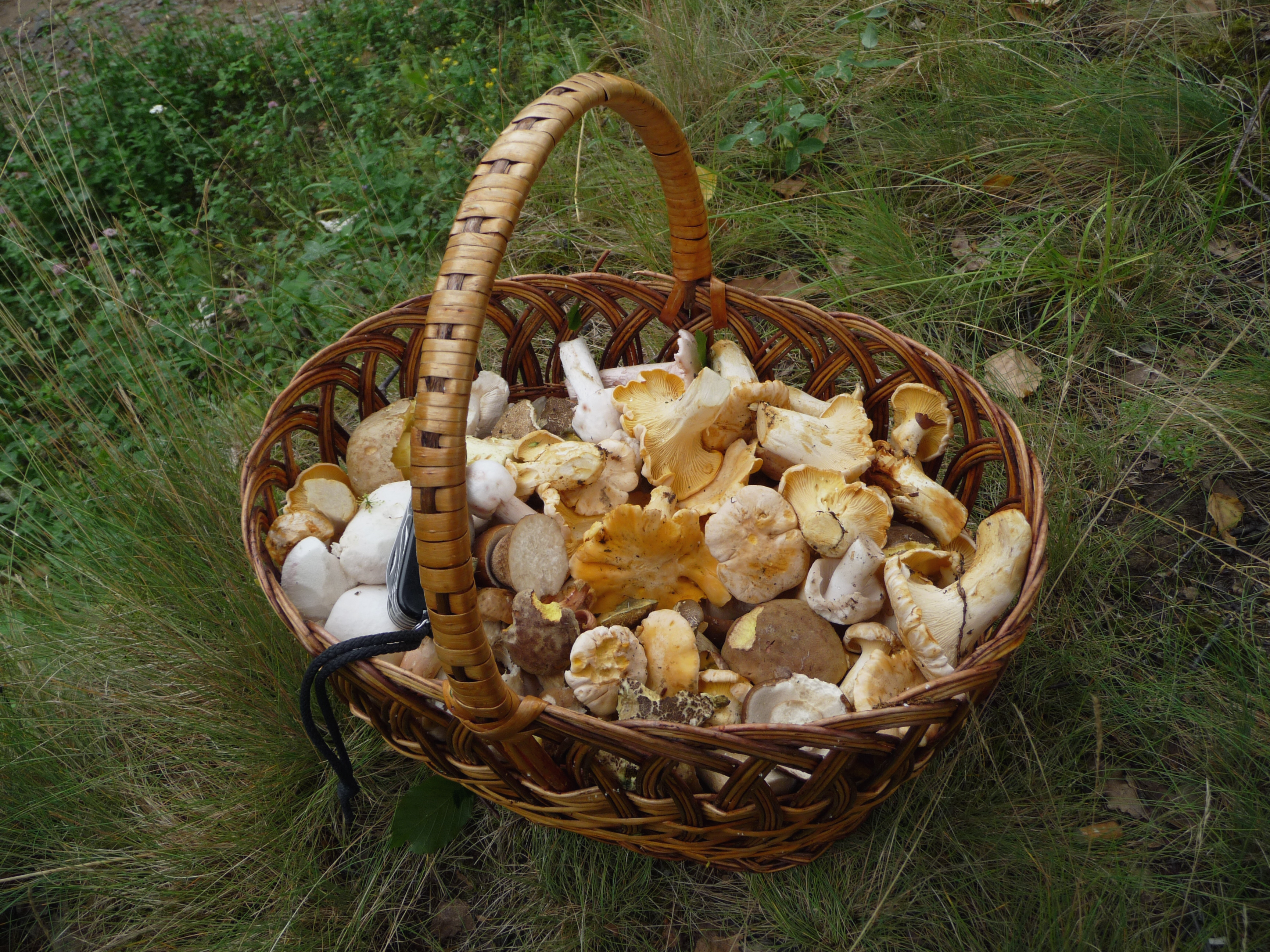
バスケットに入った食用キノコ

食用キノコ（しょくようキノコ）は、食用とされる菌類の子実体。子実体が肉眼的な大きさに成長するキノコと呼ばれるものである。地上や地中で生育し、手で収穫できる。食用か否かは、人間にとっての毒物が含まれているかどうかや、味や香りが好ましいかどうかで決まる。ある統計では、食用になるものはキノコ全体の10%以下であろうと言われている。
食用キノコは、食品としてだけでなく、民間療法の薬としても消費されている。しかし、長年にわたり民間療法として利用されてきたものの、「薬用キノコ」を摂取することで病気が治癒したり、リスクが低下することを示す科学的証拠は存在しない。幻覚を催すキノコ（マジックマッシュルーム）はレクリエーションや宗教的な目的で食べられることがあるが、これらは深刻な吐き気や失見当識を引き起こす場合もあり、一般には食用キノコとは考えられていない。
食用キノコにはさまざまな種類が含まれ、自生するものも栽培されるものもある。簡単に栽培できたり収穫できるキノコは市場で手に入るが、トリュフやマツタケのように入手するのが難しいキノコは、小規模にしか流通しない。また、調理法によっては、ある種の毒キノコも食用になる場合がある。
野生のキノコが食用か否かを判断する際には、しっかりと同定を行わなければならない。確かな種の同定は、安全を確保する唯一の方法である。多くの人に安全に食べられているキノコでも、個人によってはアレルギー反応を起こすことがあるほか、古くなったり保存状態の悪いキノコが食中毒を起こすこともある。致死毒を持つキノコがしばしば食用キノコと混同され、死亡事故が起こることもある。実際、日本における食中毒による死亡事故の原因のほとんどがキノコとフグの素人料理である。

## キノコの利用の歴史
菌類を食べること（mycophagy；菌類嗜食）は古くより行われてきた。1万3000年前のチリの遺跡からは食用キノコが発見されているが、キノコを食用とした確かな証拠が初めて見られるのは、紀元前数100年の中国である。中国人は、キノコを食品として扱うと同時に医薬品としても価値を置いていた。また、古代ローマ人や古代ギリシア人の特に上流階級はキノコを食べていた。
世界中の多くの文化において、民間療法としての医薬用キノコの他に、霊的な目的でマジックマッシュルームが使われた。民族菌類学の研究対象である。

## 現代での料理への利用

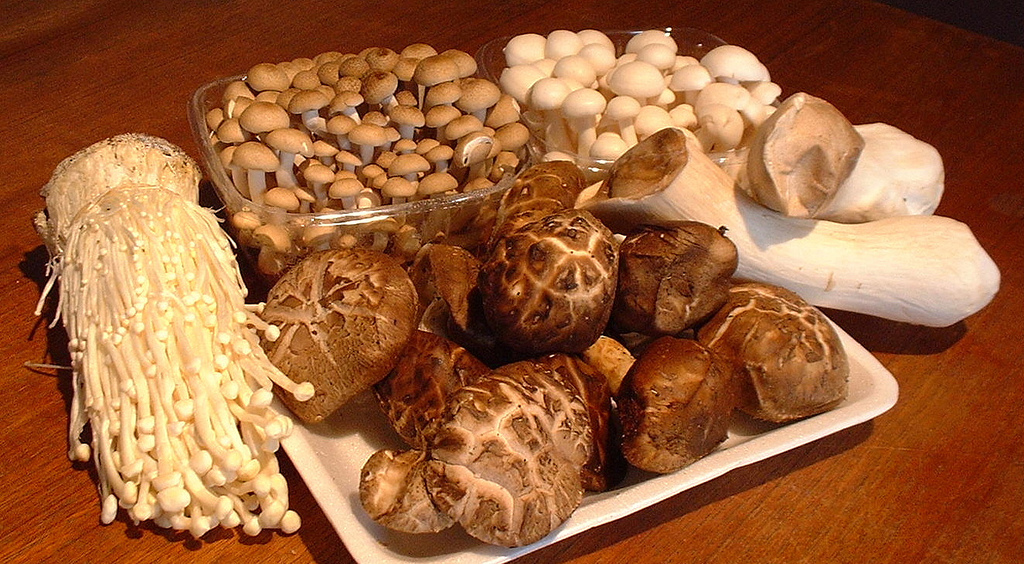
商業的に栽培される日本の食用キノコ。左から時計回りにエノキタケ（栽培品）、ブナシメジ、白色ブナシメジ（ブナピー）、エリンギ、シイタケ。

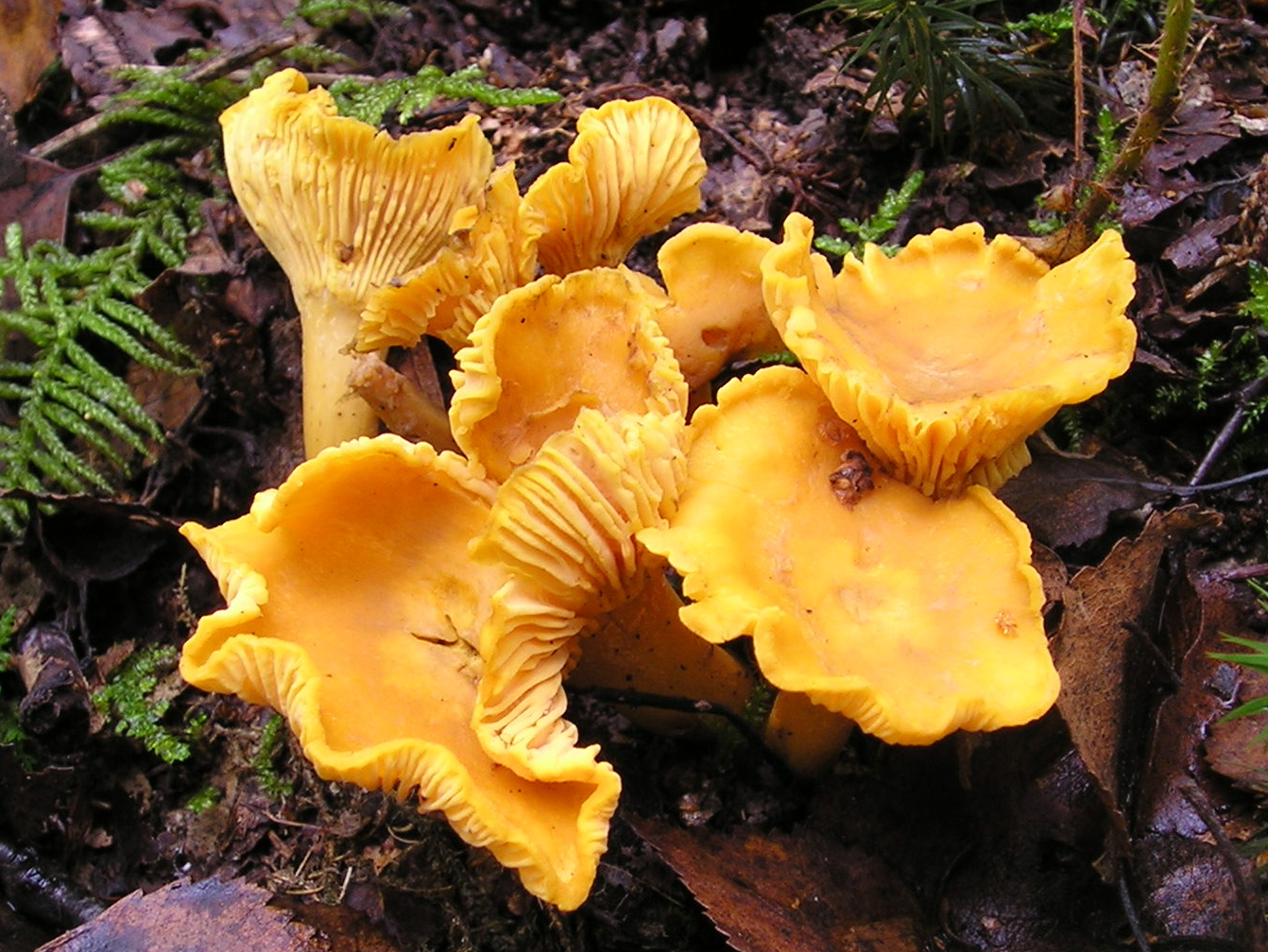
アンズタケのなかま

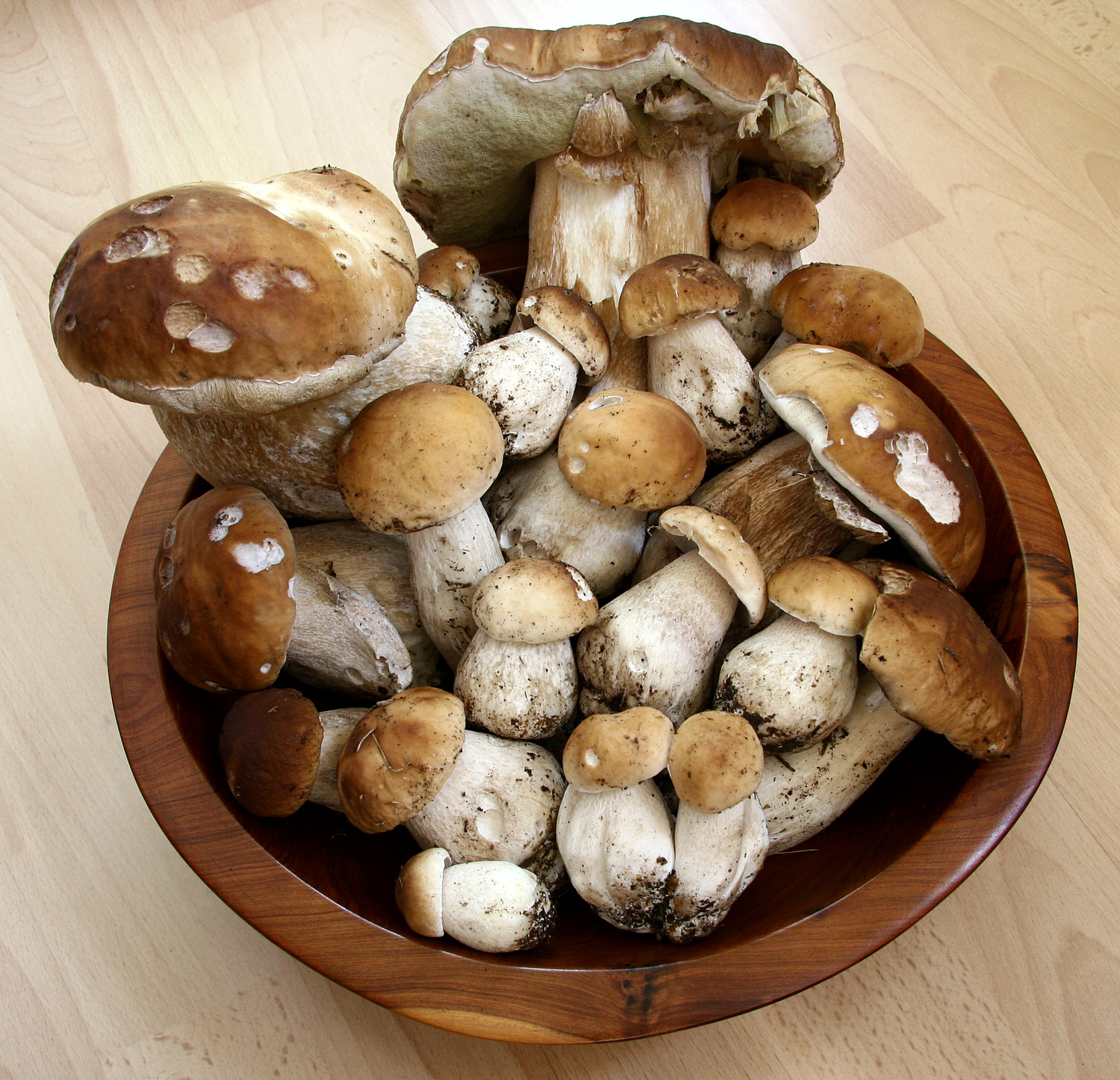
ヤマドリタケ（Boletus edulis）

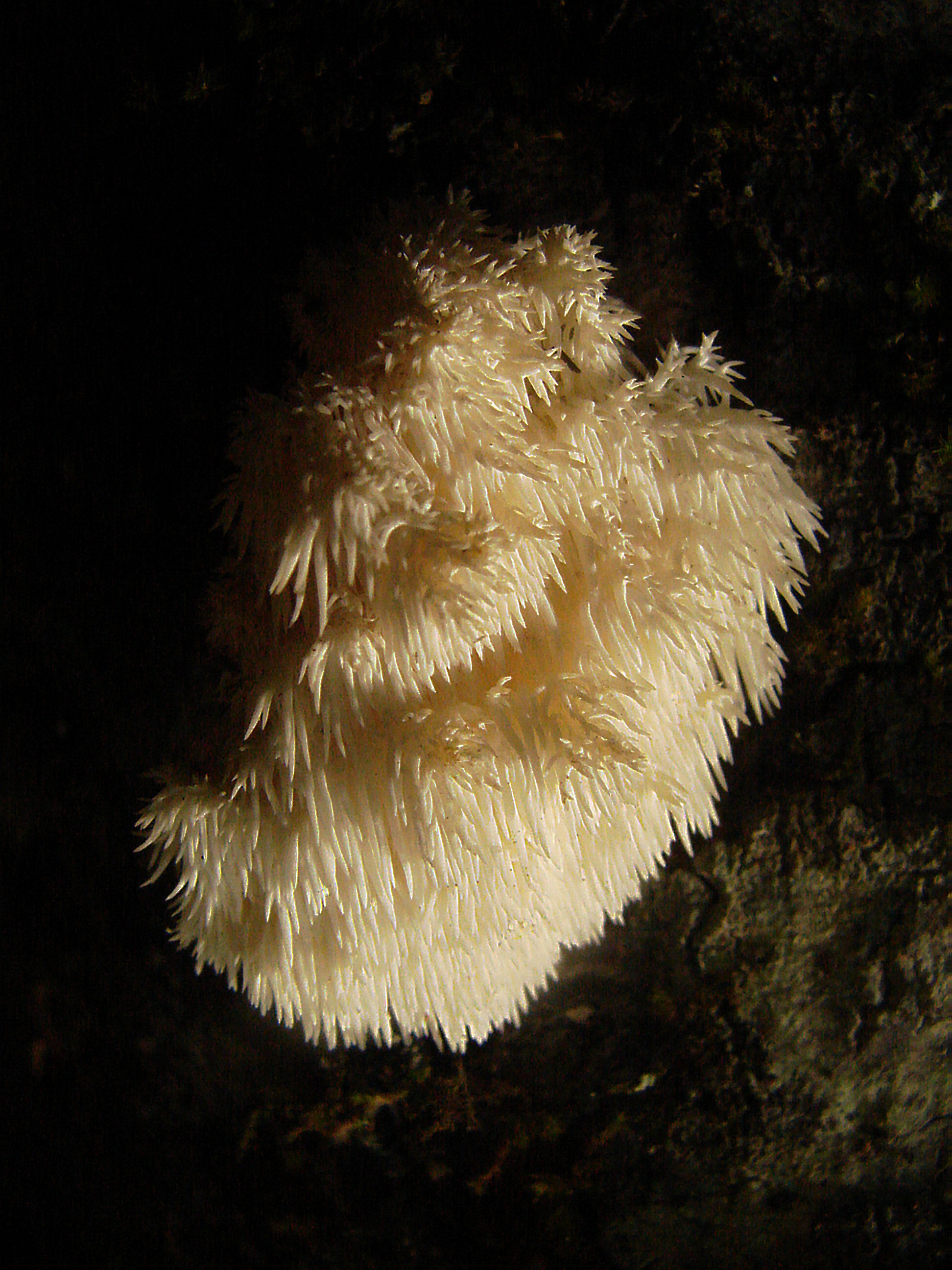
Hericium coralloides

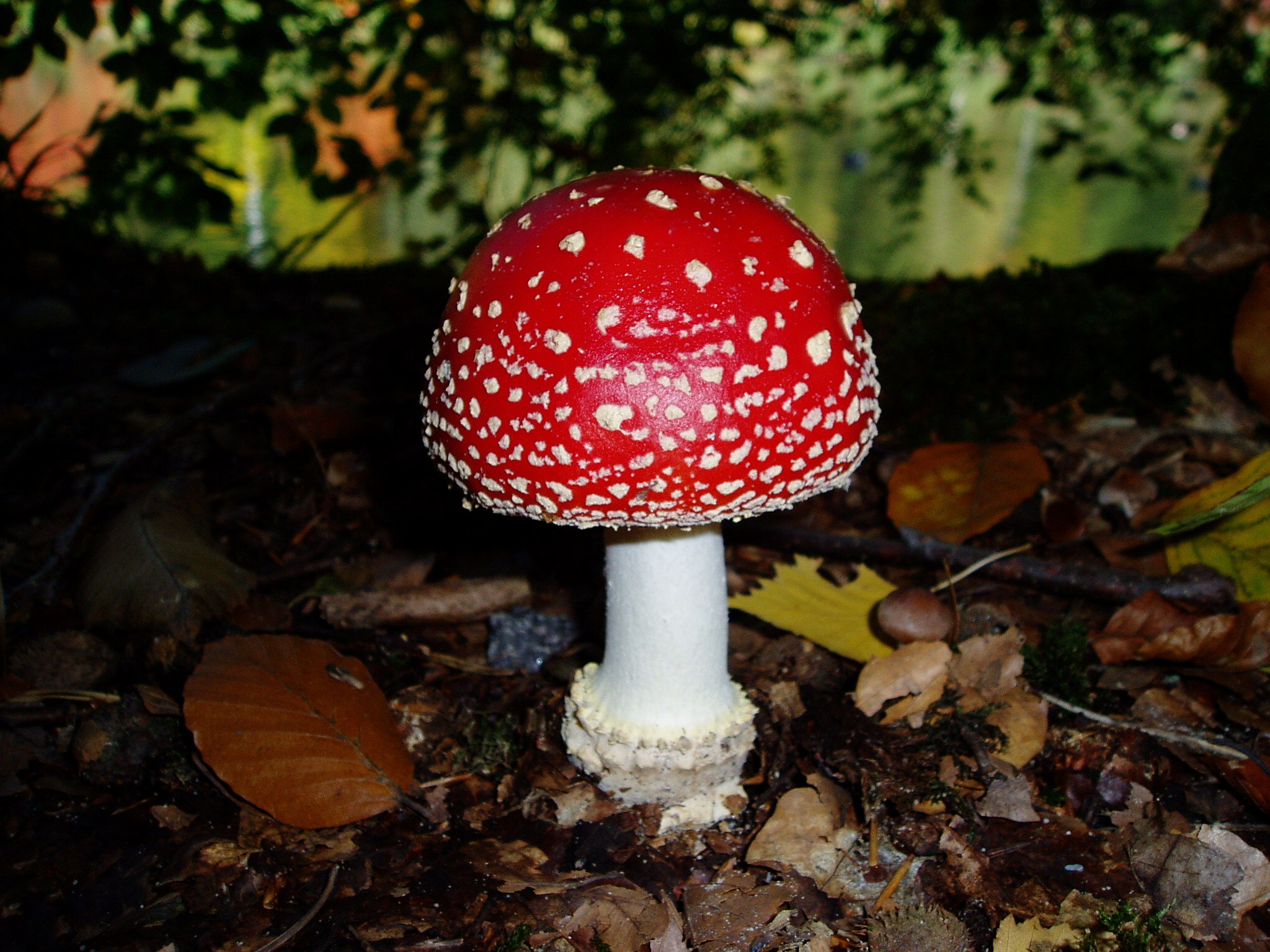
ベニテングタケ（有毒である）（Amanita muscaria）

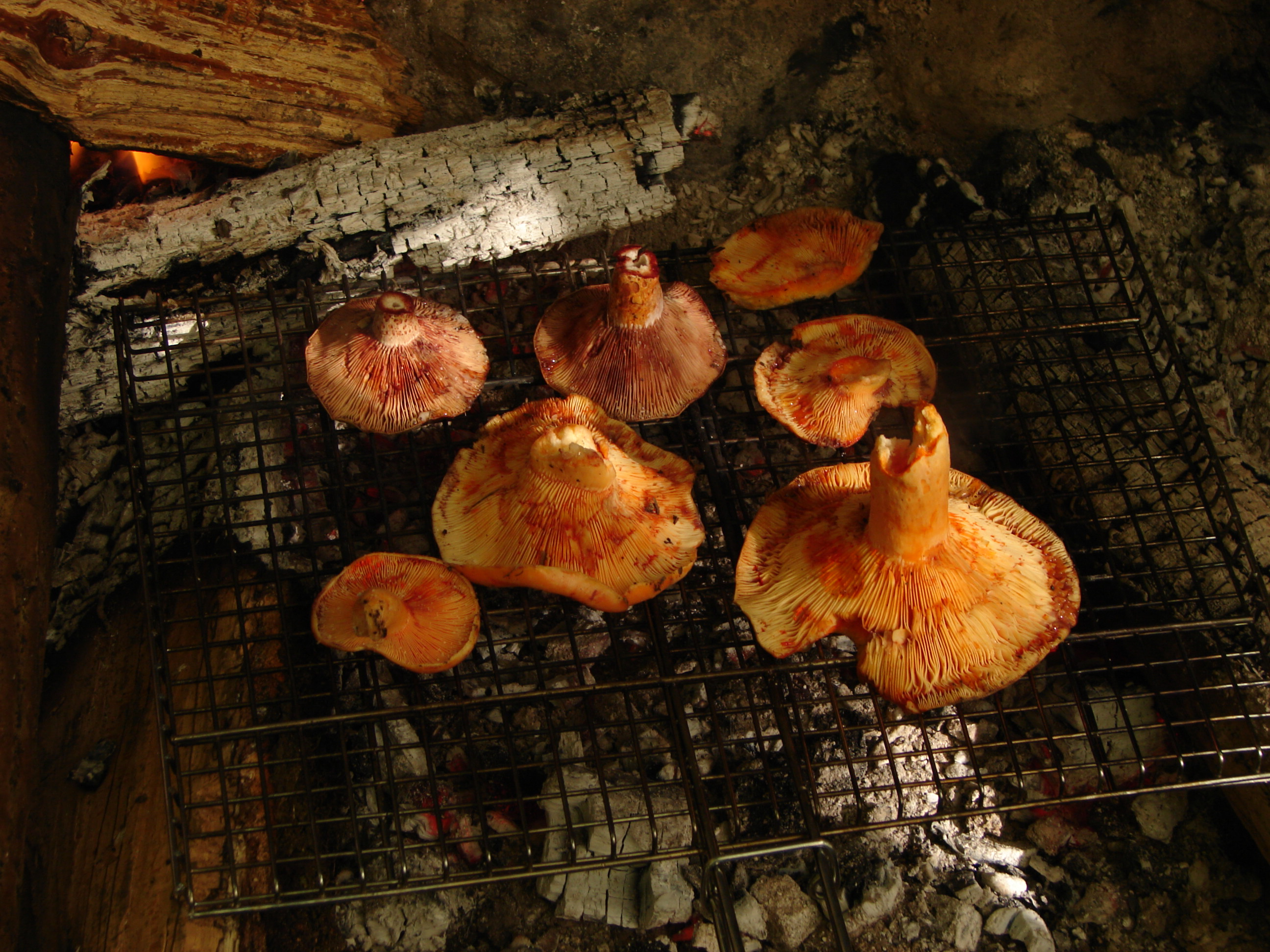
Lactarius salmonicolor

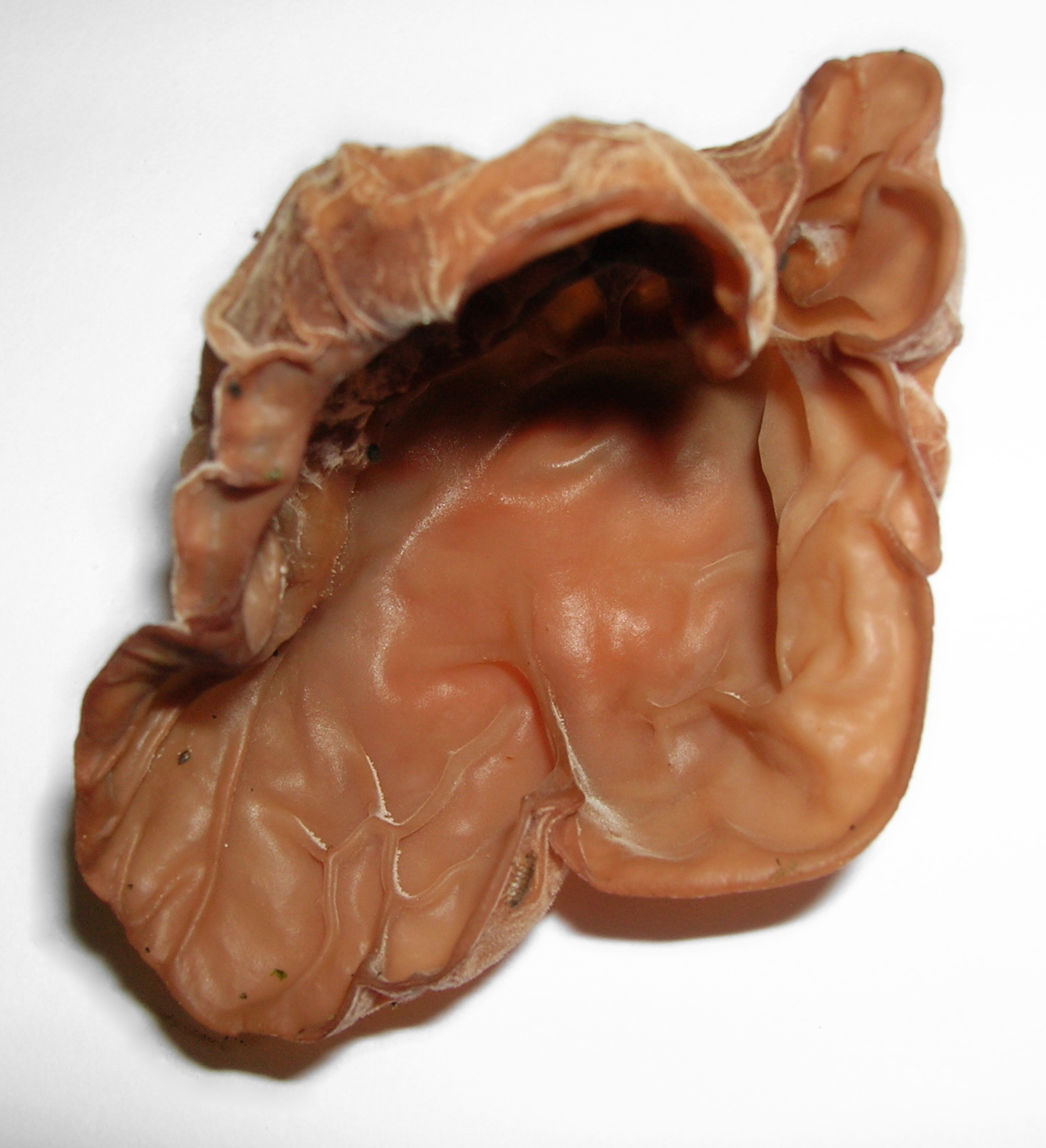
発達したキクラゲの菌体

今日、人間が食べる様々なキノコのごく一部のみが、商業的に栽培・販売されている。商業的な栽培は生態学的にも重要である。例えばヨーロッパにおいてはアンズタケの仲間の枯渇が懸念されているが、これはアンズタケが人気のあるキノコであるにもかかわらず、栽培の試みが未だ途上だからである。

### 商業栽培
キノコの栽培には長い歴史があり、20種類以上のキノコが商業的に栽培されている。キノコは、少なくとも60カ国で栽培され、中国、アメリカ合衆国、オランダ、フランス、ポーランドが2000年の生産国上位5カ国である。2003年時点では、中華人民共和国は世界で最も食用キノコの生産量が大きい国である。

#### 商業的に栽培される食用キノコ
- エノキタケ
- ブナシメジ
- 白色ブナシメジ（ブナピー）
- エリンギ
- シイタケ
- マイタケ
- ヒラタケ
- ナメコ
- ブラウンマッシュルーム
- マッシュルーム

### 商業的に採集される食用キノコ
いくつかの種は栽培が難しく、多くのキノコ（特に菌根菌）が栽培にはまだ成功していない。これらの種のいくつかは天然から収穫され、市場に並ぶ。季節になると、新鮮なものを購入でき、また乾燥したものも売られる。以下のキノコは通常天然から収穫されるものである。
- ヤマドリタケ（Boletus edulis）:ヨーロッパに自生し、イタリアでは Fungo Porcino、ドイツでは Steinpilz、ロシアでは "white mushroom (белый гриб)"、アルバニアでは "Wolf mushroom"、フランスでは cèpe と呼ばれる。近年の日本では、イタリア語のポルチーノの複数形であるポルチーニという名称もよく用いられている。本種は特に "king bolete" と呼ばれ、香りの高さを称賛される。世界的な需要があり、様々な料理に用いられる。
- アンズタケ（Cantharellus cibarius）:黄色いアンズタケは、最も見分けやすいキノコの1つであり、アジア、ヨーロッパ、北アメリカ、オーストラリアで見られる。本種に似ている毒キノコもあるが、分類形質を知っていればしっかり区別することができる。
  - Cantharellus tubaeformis
- ムラサキシメジ（Clitocybe nuda, syn:Lepista nuda）
- ショウゲンジ（Cortinarius caperatus）
- クロラッパタケ（Craterellus cornucopioides）
- マイタケ（Grifola frondosa）：日本で良く知られる、大きくてボリュームのあるキノコである。カシの木の根元や切り株の周りで見られる。
- シャグマアミガサタケ（Gyromitra esculenta）：フィンランドで珍重される。生は致死性の毒が含まれるが、湯通しすることで食べられるようになる。
- ヤマブシタケ（Hericium erinaceus）：「ライオンのたてがみのキノコ」とも呼ばれる。
- シロカノシタ（Hydnum repandum）
- アカハツタケ Lactarius deliciosus：世界中で食べられており、特にロシアで珍重される。
- アミガサタケ属（Morchella）：子嚢菌門に分類される。晩春に低木林や森林、空地で見られる。このキノコを採集する時には、シャグマアミガサタケ等の有毒な類似種と区別する必要がある。
  - Morchella conica var. deliciosa
  - Morchella esculenta var. rotunda
- マツタケ（Tricholoma matsutake）：日本料理において高級食材として使われる。
- セイヨウショウロ属（Tuber）：いわゆるトリュフ。トリュフは長い間栽培法が研究されてきており、1808年の研究開始以来非常な進展を遂げたものの、いくつかの種は未だに栽培に成功していない。
  - Tuber borchii
  - Tuber brumale
  - Tuber indicum
  - Tuber macrosporum
  - Tuber mesentericum[11]
  - Tuber uncinatum

### その他の野生の食用キノコ
多くの野生種が世界中で消費されているが、化学的な分析や顕微鏡を用いずに、肉眼による観察で種が同定可能で、安全に食せるキノコは国や地域によって多種多様に存在する。食用可能だと報告されているが、流通量が少ないキノコの一覧を以下に示す。
- セイヨウタマゴタケ（Amanita caesarea）：「カエサルのキノコ」と称される。
- ナラタケ（Armillaria mellea）
- ニセイロガワリ（Boletus badius）
- Boletus elegans ：ポルチーニの一種
- クギタケ（Chroogomphus rutilus）
- パフボール（Calvatia gigantea） ：オニフスベ科の一種
- シロソウメンタケ科（Clavariaceae）
- シロソウメンタケ科 Clavulinaceae
- ササクレヒトヨタケ（Coprinus comatus）
- フジイロタケモドキ （Cortinarius variecolor）
- カンゾウタケ （Fistulina hepatica ）
- ウコンガサ （Hygrophorus chrysodon）
- Lactarius salmonicolor：チチタケ属の一種
- ヒメチチタケ （Lactarius subdulcis）
- チチタケ （Lactarius volemus）
- マスタケ （Laetiporous sulphureus）
- アカエノキンチャヤマイグチ （Leccinum aurantiacum）
- ヤマイグチ （Leccinum scabrum）
- Lepiota procera ：キツネノカラカサ属の一種
- カラカサタケ （Macrolepiota procera） ：温帯地域で幅広く自生している
- アミヒラタケ（Polyporus squamosus ）
- Polyporus sulphureus : タマチョレイタケ属の一種
- Polyporus mylittae : タマチョレイタケ属の一種
- ホウキタケ科 （Ramariaceae）
- ホンショウロ （Rhizopogon luteolus）
- ベニタケ属 （Russula）：一部の種が食用
- ハナビラタケ Sparassis crispa
- アミタケ （Suillus bovinus）
- ヌメリイグチ （Suillus luteus）
- ワタゲヌメリイグチ （Suillus tomentosus）
- クマシメジ （Tricholoma terreum）

### 調理によっては食べられるキノコ
ある人にとっては無毒でも、他の人にとっては有毒なキノコがある。場合によっては、適切な調理を施すことで、ある程度の、もしくは全ての毒を除去することができる。
- ベニテングタケ（Amanita muscaria）：湯通しして毒を浸出させれば食べられる[12]。生のキノコはイボテン酸の作用により嘔吐、痙攣、眠気、幻覚等の症状を引き起こす。
- ヒトヨタケ（Coprinopsis atramentaria）：特殊な処理なしで食べることができるが、抗酒癖剤の一種であるジスルフィラムの存在により、アルコールとともに摂取すると毒性を示す。この特徴は他の一部のヒメヒトヨタケ属のキノコに共通である。
- シャグマアミガサタケ（Gyromitra esculenta）：湯通しすることで食べられるが、専門家によれば推奨されない。生のシャグマアミガサタケはギロミトリンを含むため有毒であり、湯通しで完全に毒を抜くことができるかどうかは分かっていない。
- チチタケ属（Lactarius spp.）：食用の L. deliciosus 以外のチチタケ属のキノコは毒性があると考えられているが、ロシアでは酢漬けか湯通しをした後に食べられる[13]。
- Verpa bohemica：好んで食べる人もおり、また「モリーユ」（本来はアミガサタケを指す）の名で販売されることもあるが、毒を持つ例も報告されている。本種の毒はギロミトリンに似ており[14]、同様に注意が必要である。

## 食材としての特徴
食用キノコの最大の特徴は、一般にエネルギー（熱量）が低いことにある。例えば、多少数値は前後するが、生シイタケは100グラムあたり18キロカロリー (kcal) 、エリンギは24 kcal、マツタケ23 kcal、エノキタケ22 kcal、マイタケ16 kcal、ナメコ15 kcalという具合に、エネルギーの低い野菜であるキュウリとほぼ同レベルである。生活習慣病予防や肥満防止、ダイエットを望む人にとって、積極的に取り入れたい食材ともいえる。カロリーが低い野菜のほとんどは水分が95%と多いが、キノコの場合はエネルギーは低い割には水分が90%で野菜よりも少なく、炭水化物が多い。食用キノコは炭水化物が多いにもかかわらずエネルギーが低いのは、炭水化物の多くは食物繊維からなることにある。食物繊維は水溶性と不溶性があり、食用キノコには不溶性食物繊維が極めて多く含まれている。不溶性食物繊維は、大腸の活動を活発にして便通をよくするとともに腸内環境を改善する働きがあり、消化に時間がかかるので満腹感を得やすいなどのメリットがある。
食用キノコは、栄養素以外にもさまざまな機能成分が含まれていることもわかってきている。例えば、キクラゲは、ビタミン・ミネラル・食物繊維が、他の食材と比較にならないほど多量に含んでいる。ただし、キクラゲは一度に食べる量は数グラムと少ないため、栄養効果は期待するほどではないともいわれている。

## 医薬品としての利用

### 伝統医学において

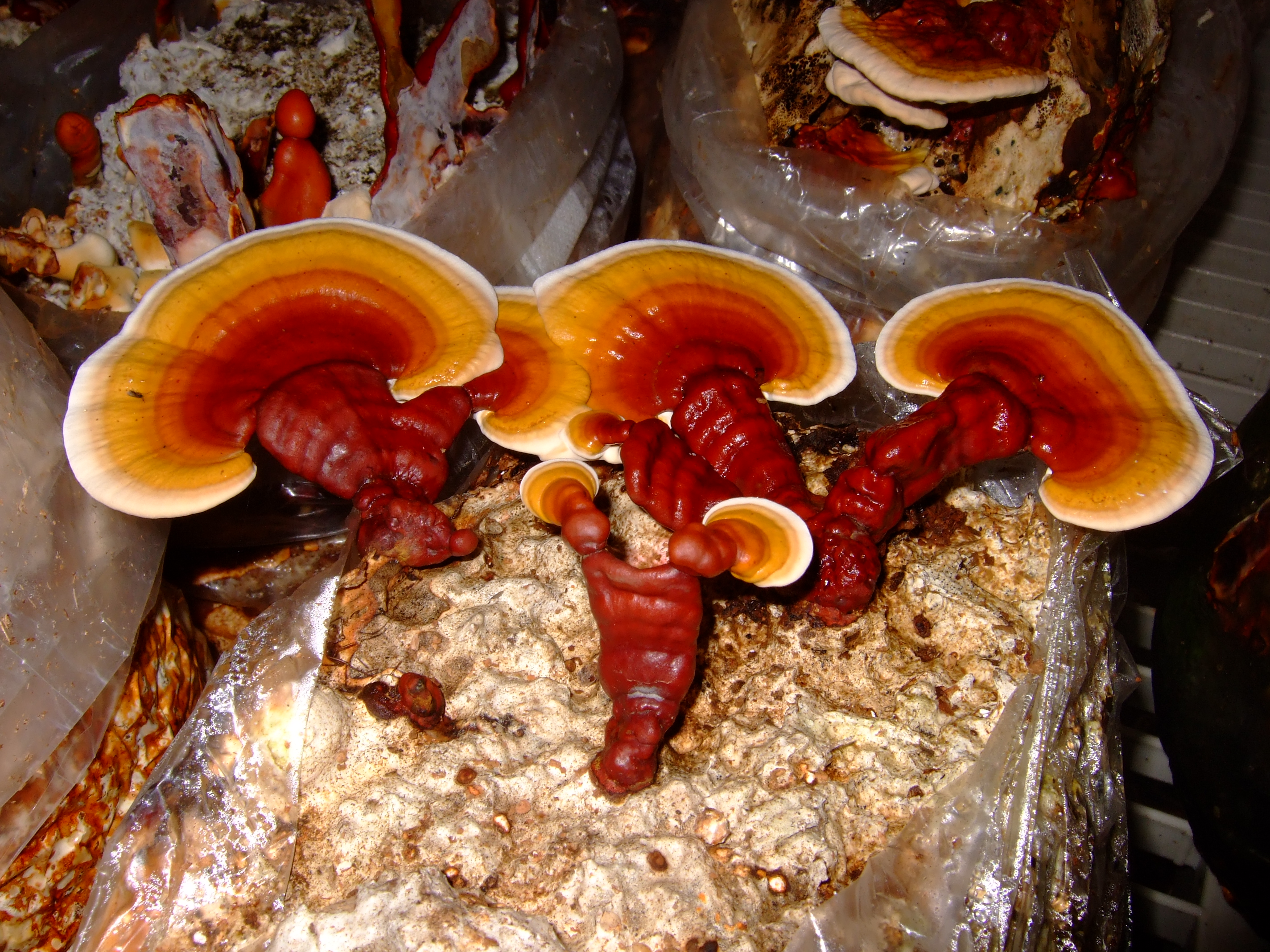
伝統医学で最も有名な薬用キノコである霊芝

キノコを医薬品として使用する慣習は、東洋医学を中心に数千年の歴史を持つ。特に中国の『神農本草経』（紀元200年頃）では霊芝が最高位の薬草に分類され、日本でもカワラタケが16世紀の医学書『本朝食鑑』に記載されている。しかし、これらの使用は経験的知見に基づく伝統医学の領域に属し、ランダム化比較試験（RCT）による有効性の証明は2023年現在も不足している。

### 科学的検証の現状
薬用キノコとは、病気の治療や予防に役立つと考えられるキノコやそのエキス（抽出物）を指す。しかし、これらの効果は主流の科学や医学において根拠に基づく医療的証拠に支えられておらず、医薬品や医療処置としては承認されていない。
クレスチンやレンチナンなどのキノコ抽出物について、病気の予防や治療効果の有無が予備的に調査されている。これらの抽出物は、日本、韓国、中国などで放射線治療や化学療法の補助剤として期待されている。また、マイタケ抽出物のMD-フラクションは、自然殺傷細胞（NK細胞）の活性化を示す動物実験による結果が報告されている。ヒラタケには天然のスタチン（ロバスタチン）が含まれることが1995年に発見され、2009年にはマッシュルームを紫外線照射することでビタミンDの生成量が増加することが定量化された。

## キノコ狩り
秋は多くの食用キノコが発生するシーズンで、特に落葉樹がある山林に人々はキノコ狩りへ出かける。キノコ狩りの楽しみは、林の中に隠れている食用キノコを探し当て、それを味わう感動にある。食用キノコといっても、天然ものと栽培キノコでは、同じ種類かと疑うくらい姿や味が違うものがある。天然キノコは、魅惑的な香りや味わいを強烈に感じることができる存在感で、人々を虜にする魅力があるが、流通量が少なく入手自体が困難である。そのためキノコ狩りに出かける人たちは、その魅惑的な味との再会を求めて深山をさまよい、収穫物の中から毒キノコが混入していないか選別し、苦労しておいしい食用キノコを手に入れる。
食用キノコの発生場所は、山の標高の高いところから低い方へ降りてくるが、その年の気候や湿気によって、発生場所や時期がずれる。経験豊かな人は、自らの経験を元に発生時期と場所を考えてキノコ狩りに出かけるという。それぞれの家庭で秘密の収穫場所があり、身内だけで採りに出かけるのだという。夏から秋はチチタケやタマゴタケ、晩夏から秋はハナイグチ、初秋はナラタケ、中秋から初冬はナメコ、晩秋から早春はエノキタケというように、それぞれ食用キノコの発生する時期は異なる。経験者が苦労して探して歩き回っても天然キノコにまったく出会えない日もあれば、道端で偶然見つかることもある。未経験者でも運や才能に恵まれれば、大物に出会えることもあり、キノコ狩りは一期一会で奥深いといわれている。

## 食用キノコの調理

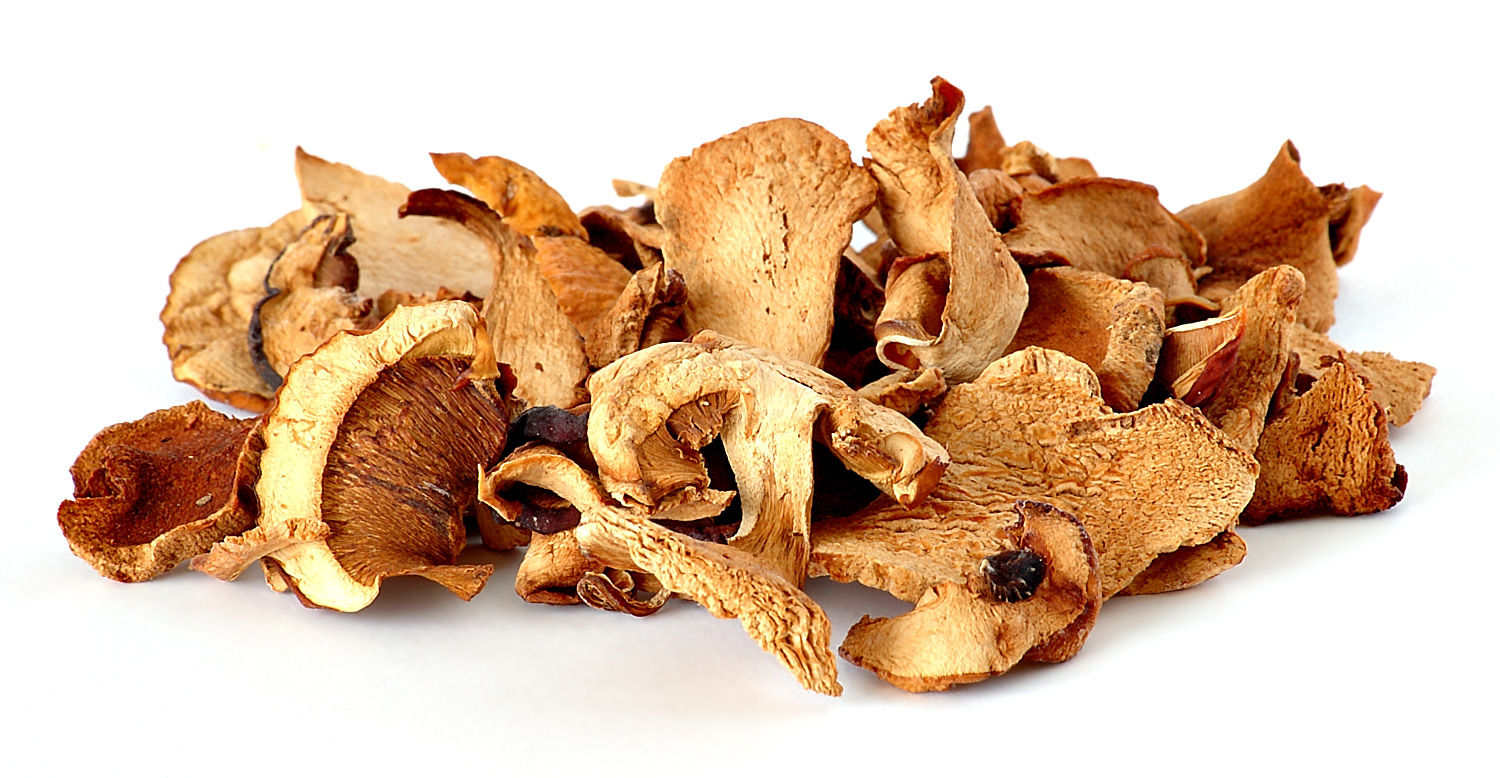
乾燥キノコ

ある種の食用キノコは、生のままでは毒があるか、少なくとも消化が悪い。そのため、ほぼ全てのキノコは通常食べる前に調理される。多くのキノコが乾物にされ、使用時には湯で約30分程度戻してから用いられる。（底に溜まったゴミを取り除いた後の）戻し汁も料理に用いられる。
しかしながら調理目的でもレクレーション目的（キノコ狩り）でも、天然のキノコを正しく同定することはかなり難しい作業であり、誤認によりしばしば重大な中毒が起こることがある。